# Ramulus chongxinense
Ramulus chongxinense är en insektsart som först beskrevs av Chen, S.C. och Yun He He 1991.  Ramulus chongxinense ingår i släktet Ramulus och familjen Phasmatidae. Inga underarter finns listade i Catalogue of Life.